# 1160
Portal Geschichte | Portal Biografien | Aktuelle Ereignisse | Jahreskalender | Tagesartikel

◄ |
11. Jahrhundert |
12. Jahrhundert
| 13. Jahrhundert | ►

◄ |
1130er |
1140er |
1150er |
1160er
| 1170er | 1180er | 1190er | ►

◄◄ |
◄ |
1156 |
1157 |
1158 |
1159 |
1160
| 1161 | 1162 | 1163 | 1164 | ► | ►►
Staatsoberhäupter  · Nekrolog
| Januar | Januar | Januar | Januar | Januar | Januar | Januar | Januar |
| Kw     | Mo     | Di     | Mi     | Do     | Fr     | Sa     | So     |
| ------ | ------ | ------ | ------ | ------ | ------ | ------ | ------ |
| 53     |        |        |        |        | 1      | 2      | 3      |
| 1      | 4      | 5      | 6      | 7      | 8      | 9      | 10     |
| 2      | 11     | 12     | 13     | 14     | 15     | 16     | 17     |
| 3      | 18     | 19     | 20     | 21     | 22     | 23     | 24     |
| 4      | 25     | 26     | 27     | 28     | 29     | 30     | 31     |

| Februar | Februar | Februar | Februar | Februar | Februar | Februar | Februar |
| Kw      | Mo      | Di      | Mi      | Do      | Fr      | Sa      | So      |
| ------- | ------- | ------- | ------- | ------- | ------- | ------- | ------- |
| 5       | 1       | 2       | 3       | 4       | 5       | 6       | 7       |
| 6       | 8       | 9       | 10      | 11      | 12      | 13      | 14      |
| 7       | 15      | 16      | 17      | 18      | 19      | 20      | 21      |
| 8       | 22      | 23      | 24      | 25      | 26      | 27      | 28      |
| 9       | 29      |         |         |         |         |         |         |

| März | März | März | März | März | März | März | März |
| Kw   | Mo   | Di   | Mi   | Do   | Fr   | Sa   | So   |
| ---- | ---- | ---- | ---- | ---- | ---- | ---- | ---- |
| 9    |      | 1    | 2    | 3    | 4    | 5    | 6    |
| 10   | 7    | 8    | 9    | 10   | 11   | 12   | 13   |
| 11   | 14   | 15   | 16   | 17   | 18   | 19   | 20   |
| 12   | 21   | 22   | 23   | 24   | 25   | 26   | 27   |
| 13   | 28   | 29   | 30   | 31   |      |      |      |

| April | April | April | April | April | April | April | April |
| Kw    | Mo    | Di    | Mi    | Do    | Fr    | Sa    | So    |
| ----- | ----- | ----- | ----- | ----- | ----- | ----- | ----- |
| 13    |       |       |       |       | 1     | 2     | 3     |
| 14    | 4     | 5     | 6     | 7     | 8     | 9     | 10    |
| 15    | 11    | 12    | 13    | 14    | 15    | 16    | 17    |
| 16    | 18    | 19    | 20    | 21    | 22    | 23    | 24    |
| 17    | 25    | 26    | 27    | 28    | 29    | 30    |       |

| Mai | Mai | Mai | Mai | Mai | Mai | Mai | Mai |
| Kw  | Mo  | Di  | Mi  | Do  | Fr  | Sa  | So  |
| --- | --- | --- | --- | --- | --- | --- | --- |
| 17  |     |     |     |     |     |     | 1   |
| 18  | 2   | 3   | 4   | 5   | 6   | 7   | 8   |
| 19  | 9   | 10  | 11  | 12  | 13  | 14  | 15  |
| 20  | 16  | 17  | 18  | 19  | 20  | 21  | 22  |
| 21  | 23  | 24  | 25  | 26  | 27  | 28  | 29  |
| 22  | 30  | 31  |     |     |     |     |     |

| Juni | Juni | Juni | Juni | Juni | Juni | Juni | Juni |
| Kw   | Mo   | Di   | Mi   | Do   | Fr   | Sa   | So   |
| ---- | ---- | ---- | ---- | ---- | ---- | ---- | ---- |
| 22   |      |      | 1    | 2    | 3    | 4    | 5    |
| 23   | 6    | 7    | 8    | 9    | 10   | 11   | 12   |
| 24   | 13   | 14   | 15   | 16   | 17   | 18   | 19   |
| 25   | 20   | 21   | 22   | 23   | 24   | 25   | 26   |
| 26   | 27   | 28   | 29   | 30   |      |      |      |

| Juli | Juli | Juli | Juli | Juli | Juli | Juli | Juli |
| Kw   | Mo   | Di   | Mi   | Do   | Fr   | Sa   | So   |
| ---- | ---- | ---- | ---- | ---- | ---- | ---- | ---- |
| 26   |      |      |      |      | 1    | 2    | 3    |
| 27   | 4    | 5    | 6    | 7    | 8    | 9    | 10   |
| 28   | 11   | 12   | 13   | 14   | 15   | 16   | 17   |
| 29   | 18   | 19   | 20   | 21   | 22   | 23   | 24   |
| 30   | 25   | 26   | 27   | 28   | 29   | 30   | 31   |

| August | August | August | August | August | August | August | August |
| Kw     | Mo     | Di     | Mi     | Do     | Fr     | Sa     | So     |
| ------ | ------ | ------ | ------ | ------ | ------ | ------ | ------ |
| 31     | 1      | 2      | 3      | 4      | 5      | 6      | 7      |
| 32     | 8      | 9      | 10     | 11     | 12     | 13     | 14     |
| 33     | 15     | 16     | 17     | 18     | 19     | 20     | 21     |
| 34     | 22     | 23     | 24     | 25     | 26     | 27     | 28     |
| 35     | 29     | 30     | 31     |        |        |        |        |

| September | September | September | September | September | September | September | September |
| Kw        | Mo        | Di        | Mi        | Do        | Fr        | Sa        | So        |
| --------- | --------- | --------- | --------- | --------- | --------- | --------- | --------- |
| 35        |           |           |           | 1         | 2         | 3         | 4         |
| 36        | 5         | 6         | 7         | 8         | 9         | 10        | 11        |
| 37        | 12        | 13        | 14        | 15        | 16        | 17        | 18        |
| 38        | 19        | 20        | 21        | 22        | 23        | 24        | 25        |
| 39        | 26        | 27        | 28        | 29        | 30        |           |           |

| Oktober | Oktober | Oktober | Oktober | Oktober | Oktober | Oktober | Oktober |
| Kw      | Mo      | Di      | Mi      | Do      | Fr      | Sa      | So      |
| ------- | ------- | ------- | ------- | ------- | ------- | ------- | ------- |
| 39      |         |         |         |         |         | 1       | 2       |
| 40      | 3       | 4       | 5       | 6       | 7       | 8       | 9       |
| 41      | 10      | 11      | 12      | 13      | 14      | 15      | 16      |
| 42      | 17      | 18      | 19      | 20      | 21      | 22      | 23      |
| 43      | 24      | 25      | 26      | 27      | 28      | 29      | 30      |
| 44      | 31      |         |         |         |         |         |         |

| November | November | November | November | November | November | November | November |
| Kw       | Mo       | Di       | Mi       | Do       | Fr       | Sa       | So       |
| -------- | -------- | -------- | -------- | -------- | -------- | -------- | -------- |
| 44       |          | 1        | 2        | 3        | 4        | 5        | 6        |
| 45       | 7        | 8        | 9        | 10       | 11       | 12       | 13       |
| 46       | 14       | 15       | 16       | 17       | 18       | 19       | 20       |
| 47       | 21       | 22       | 23       | 24       | 25       | 26       | 27       |
| 48       | 28       | 29       | 30       |          |          |          |          |

| Dezember | Dezember | Dezember | Dezember | Dezember | Dezember | Dezember | Dezember |
| Kw       | Mo       | Di       | Mi       | Do       | Fr       | Sa       | So       |
| -------- | -------- | -------- | -------- | -------- | -------- | -------- | -------- |
| 48       |          |          |          | 1        | 2        | 3        | 4        |
| 49       | 5        | 6        | 7        | 8        | 9        | 10       | 11       |
| 50       | 12       | 13       | 14       | 15       | 16       | 17       | 18       |
| 51       | 19       | 20       | 21       | 22       | 23       | 24       | 25       |
| 52       | 26       | 27       | 28       | 29       | 30       | 31       |          |

| Januar | Januar | Januar | Januar | Januar | Januar | Januar | Januar |
| Kw     | Mo     | Di     | Mi     | Do     | Fr     | Sa     | So     |
| ------ | ------ | ------ | ------ | ------ | ------ | ------ | ------ |
| 53     |        |        |        |        | 1      | 2      | 3      |
| 1      | 4      | 5      | 6      | 7      | 8      | 9      | 10     |
| 2      | 11     | 12     | 13     | 14     | 15     | 16     | 17     |
| 3      | 18     | 19     | 20     | 21     | 22     | 23     | 24     |
| 4      | 25     | 26     | 27     | 28     | 29     | 30     | 31     |

| Februar | Februar | Februar | Februar | Februar | Februar | Februar | Februar |
| Kw      | Mo      | Di      | Mi      | Do      | Fr      | Sa      | So      |
| ------- | ------- | ------- | ------- | ------- | ------- | ------- | ------- |
| 5       | 1       | 2       | 3       | 4       | 5       | 6       | 7       |
| 6       | 8       | 9       | 10      | 11      | 12      | 13      | 14      |
| 7       | 15      | 16      | 17      | 18      | 19      | 20      | 21      |
| 8       | 22      | 23      | 24      | 25      | 26      | 27      | 28      |
| 9       | 29      |         |         |         |         |         |         |

| März | März | März | März | März | März | März | März |
| Kw   | Mo   | Di   | Mi   | Do   | Fr   | Sa   | So   |
| ---- | ---- | ---- | ---- | ---- | ---- | ---- | ---- |
| 9    |      | 1    | 2    | 3    | 4    | 5    | 6    |
| 10   | 7    | 8    | 9    | 10   | 11   | 12   | 13   |
| 11   | 14   | 15   | 16   | 17   | 18   | 19   | 20   |
| 12   | 21   | 22   | 23   | 24   | 25   | 26   | 27   |
| 13   | 28   | 29   | 30   | 31   |      |      |      |

| April | April | April | April | April | April | April | April |
| Kw    | Mo    | Di    | Mi    | Do    | Fr    | Sa    | So    |
| ----- | ----- | ----- | ----- | ----- | ----- | ----- | ----- |
| 13    |       |       |       |       | 1     | 2     | 3     |
| 14    | 4     | 5     | 6     | 7     | 8     | 9     | 10    |
| 15    | 11    | 12    | 13    | 14    | 15    | 16    | 17    |
| 16    | 18    | 19    | 20    | 21    | 22    | 23    | 24    |
| 17    | 25    | 26    | 27    | 28    | 29    | 30    |       |

| Mai | Mai | Mai | Mai | Mai | Mai | Mai | Mai |
| Kw  | Mo  | Di  | Mi  | Do  | Fr  | Sa  | So  |
| --- | --- | --- | --- | --- | --- | --- | --- |
| 17  |     |     |     |     |     |     | 1   |
| 18  | 2   | 3   | 4   | 5   | 6   | 7   | 8   |
| 19  | 9   | 10  | 11  | 12  | 13  | 14  | 15  |
| 20  | 16  | 17  | 18  | 19  | 20  | 21  | 22  |
| 21  | 23  | 24  | 25  | 26  | 27  | 28  | 29  |
| 22  | 30  | 31  |     |     |     |     |     |

| Juni | Juni | Juni | Juni | Juni | Juni | Juni | Juni |
| Kw   | Mo   | Di   | Mi   | Do   | Fr   | Sa   | So   |
| ---- | ---- | ---- | ---- | ---- | ---- | ---- | ---- |
| 22   |      |      | 1    | 2    | 3    | 4    | 5    |
| 23   | 6    | 7    | 8    | 9    | 10   | 11   | 12   |
| 24   | 13   | 14   | 15   | 16   | 17   | 18   | 19   |
| 25   | 20   | 21   | 22   | 23   | 24   | 25   | 26   |
| 26   | 27   | 28   | 29   | 30   |      |      |      |

| Juli | Juli | Juli | Juli | Juli | Juli | Juli | Juli |
| Kw   | Mo   | Di   | Mi   | Do   | Fr   | Sa   | So   |
| ---- | ---- | ---- | ---- | ---- | ---- | ---- | ---- |
| 26   |      |      |      |      | 1    | 2    | 3    |
| 27   | 4    | 5    | 6    | 7    | 8    | 9    | 10   |
| 28   | 11   | 12   | 13   | 14   | 15   | 16   | 17   |
| 29   | 18   | 19   | 20   | 21   | 22   | 23   | 24   |
| 30   | 25   | 26   | 27   | 28   | 29   | 30   | 31   |

| August | August | August | August | August | August | August | August |
| Kw     | Mo     | Di     | Mi     | Do     | Fr     | Sa     | So     |
| ------ | ------ | ------ | ------ | ------ | ------ | ------ | ------ |
| 31     | 1      | 2      | 3      | 4      | 5      | 6      | 7      |
| 32     | 8      | 9      | 10     | 11     | 12     | 13     | 14     |
| 33     | 15     | 16     | 17     | 18     | 19     | 20     | 21     |
| 34     | 22     | 23     | 24     | 25     | 26     | 27     | 28     |
| 35     | 29     | 30     | 31     |        |        |        |        |

| September | September | September | September | September | September | September | September |
| Kw        | Mo        | Di        | Mi        | Do        | Fr        | Sa        | So        |
| --------- | --------- | --------- | --------- | --------- | --------- | --------- | --------- |
| 35        |           |           |           | 1         | 2         | 3         | 4         |
| 36        | 5         | 6         | 7         | 8         | 9         | 10        | 11        |
| 37        | 12        | 13        | 14        | 15        | 16        | 17        | 18        |
| 38        | 19        | 20        | 21        | 22        | 23        | 24        | 25        |
| 39        | 26        | 27        | 28        | 29        | 30        |           |           |

| Oktober | Oktober | Oktober | Oktober | Oktober | Oktober | Oktober | Oktober |
| Kw      | Mo      | Di      | Mi      | Do      | Fr      | Sa      | So      |
| ------- | ------- | ------- | ------- | ------- | ------- | ------- | ------- |
| 39      |         |         |         |         |         | 1       | 2       |
| 40      | 3       | 4       | 5       | 6       | 7       | 8       | 9       |
| 41      | 10      | 11      | 12      | 13      | 14      | 15      | 16      |
| 42      | 17      | 18      | 19      | 20      | 21      | 22      | 23      |
| 43      | 24      | 25      | 26      | 27      | 28      | 29      | 30      |
| 44      | 31      |         |         |         |         |         |         |

| November | November | November | November | November | November | November | November |
| Kw       | Mo       | Di       | Mi       | Do       | Fr       | Sa       | So       |
| -------- | -------- | -------- | -------- | -------- | -------- | -------- | -------- |
| 44       |          | 1        | 2        | 3        | 4        | 5        | 6        |
| 45       | 7        | 8        | 9        | 10       | 11       | 12       | 13       |
| 46       | 14       | 15       | 16       | 17       | 18       | 19       | 20       |
| 47       | 21       | 22       | 23       | 24       | 25       | 26       | 27       |
| 48       | 28       | 29       | 30       |          |          |          |          |

| Dezember | Dezember | Dezember | Dezember | Dezember | Dezember | Dezember | Dezember |
| Kw       | Mo       | Di       | Mi       | Do       | Fr       | Sa       | So       |
| -------- | -------- | -------- | -------- | -------- | -------- | -------- | -------- |
| 48       |          |          |          | 1        | 2        | 3        | 4        |
| 49       | 5        | 6        | 7        | 8        | 9        | 10       | 11       |
| 50       | 12       | 13       | 14       | 15       | 16       | 17       | 18       |
| 51       | 19       | 20       | 21       | 22       | 23       | 24       | 25       |
| 52       | 26       | 27       | 28       | 29       | 30       | 31       |          |

## Ereignisse

### Politik und Weltgeschehen

#### Frankreich

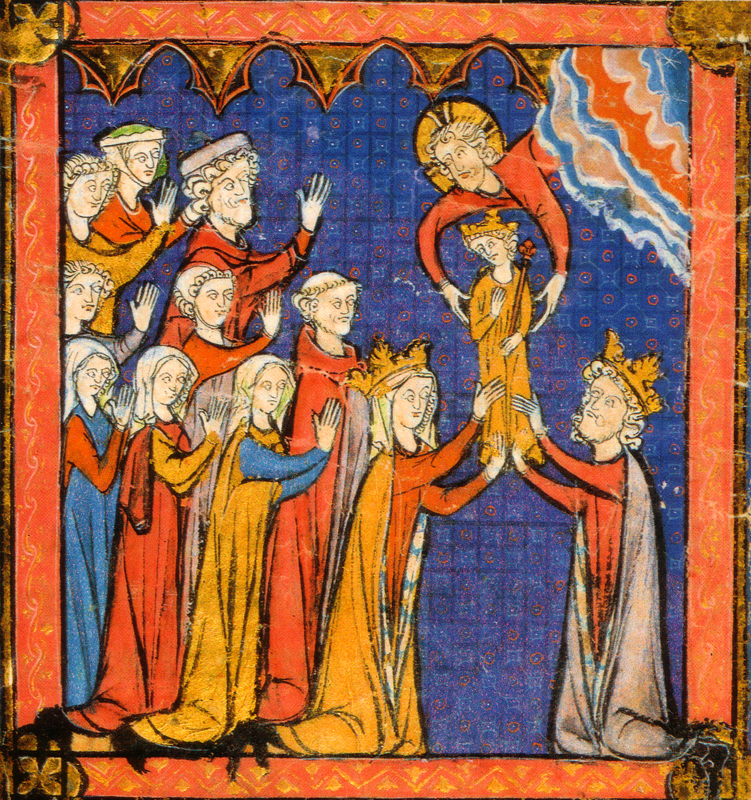
Adela von Champagne (4. v. r.) auf einer Miniatur in den Grandes Chroniques de France

- 13. November: Ludwig VII. von Frankreich heiratet seine dritte Frau Adela von Champagne.

#### Heiliges Römisches Reich
- Januar: Das von Kaiser Friedrich Barbarossa einberufene Konzil von Pavia wird eröffnet. Es hat die Beseitigung des durch die Papstwahl 1159 entstandenen Schismas zum Ziel, wobei Friedrich schon beim Einladungsschreiben eine klare Präferenz zugunsten des von einer Minderheit gewählten Viktor IV. erkennen hat lassen. Der von der Mehrheit gewählte Papst Alexander III. bleibt daraufhin dem Konzil fern. Am 13. Februar wird deshalb über Alexander III. als Reichsfeind und Schismatiker die Reichsacht und der Kirchenbann ausgesprochen, nachdem die Synode zuvor am 11. Februar die Wahl des Gegenpapstes erwartungsgemäß bestätigt hat. Ebenfalls am 13. Februar exkommuniziert Viktor IV. Alexander III. Als Antwort exkommuniziert Alexander daraufhin am 24. März seinerseits den Kaiser und den Gegenpapst. Auf der im Oktober abgehaltenen Synode zu Toulouse wird Alexander III. von mehreren Ländern als rechtmäßiger und einziger Papst anerkannt. Das Schisma verfestigt sich damit.
- Hermann IV. von Baden wird als Nachfolger seines am 16. Januar gestorbenen Vaters Hermann III. Markgraf von Baden und Titular-Markgraf von Verona.
- 24. Juni: Bei einem Volksaufstand in Mainz wird Erzbischof Arnold von Selenhofen erschlagen. Die Bürger zwingen den Stadtklerus, Rudolf von Zähringen als seinen Nachfolger einzusetzen. Ein Teil des Bürgertums und Klerus weicht nach Frankfurt aus und wählt dort im Oktober Christian I. von Buch zum neuen Erzbischof und Kurfürsten. Kaiser Friedrich I. Barbarossa, der keinen der beiden Kandidaten anerkennt, schlägt den Aufstand nieder und nimmt der Stadt ihre Mauern und Freiheiten.

#### Muslimische Kalifate in Vorderasien und Nordafrika
- 12. März: al-Mustandschid folgt seinem Vater al-Muqtafi nach dessen Tod als Kalif der Abbasiden und baut die Macht der Dynastie im Irak weiter aus.
- Nach dem Tod des minderjährigen Kalifen al-Fa'iz am 22. Juli sucht der regierende Wesir Tala'i ibn Ruzzik unter den überlebenden Fatimiden den Jüngsten aus, um ihn als neuen Kalifen zu installieren. Seine Wahl fällt auf den neunjährigen Prinz Abdallah, den er sofort nach der Bestattung des Vorgängers unter dem Namen al-ʿĀḍid li-dīn Allāh („der Gottes Religion Stärkende“) zum neuen Kalifen proklamieren lässt. Er wird damit der vierzehnte und letzte Kalif der Fatimiden sowie der vierundzwanzigste Imam der Schia der Hafizi-Ismailiten.

#### Weitere Ereignisse in Asien
- 19. Januar bis 5. Februar: Während der Heiji-Rebellion in Japan kommt es zur Belagerung des Sanjō-Palastes.

#### Entdeckungsreisen

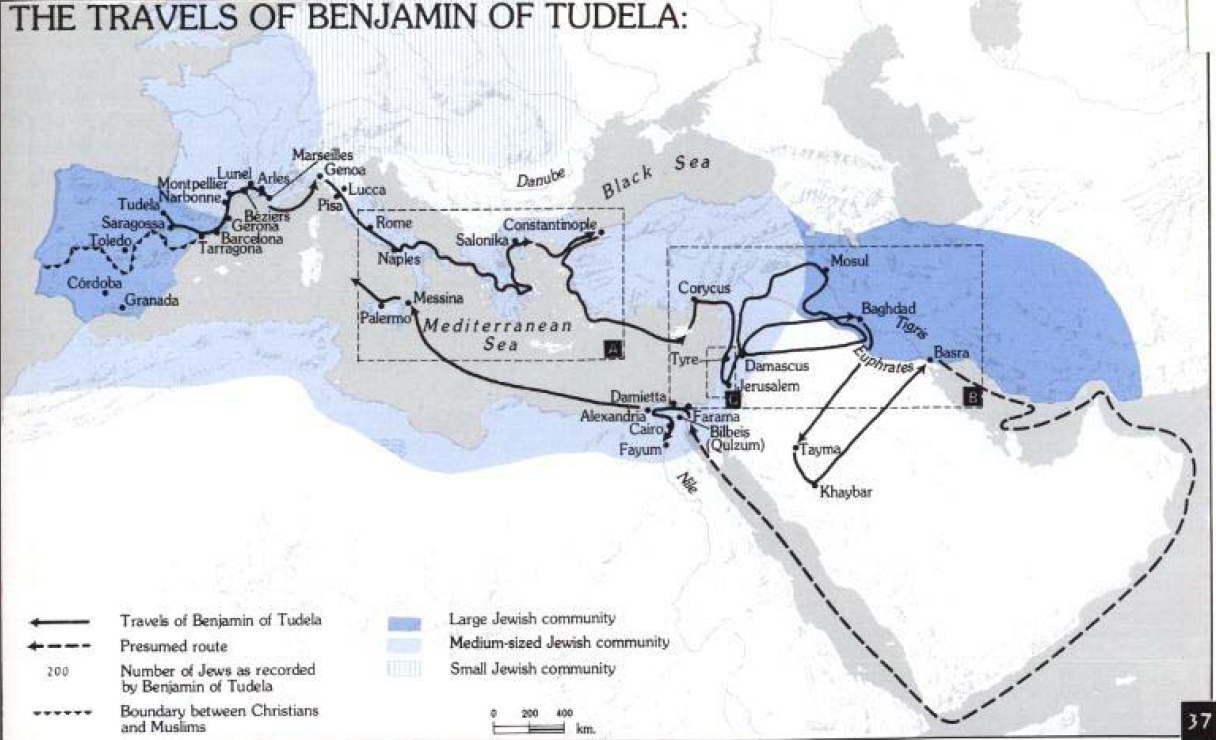
Die Reisen des Benjamin von Tudela

- Der jüdische Kaufmann Benjamin von Tudela beginnt von Tudela aus seine Reisen durch die damals bekannte Welt.

#### Stadtrechte und urkundliche Ersterwähnungen
- Lübeck erhält das Soester Stadtrecht. Von hier verbreitet es sich als Lübisches Recht auf über 100 Städte im Ostseeraum.
- Die Pfarrkirche der Kärntner Ortschaft Guttaring wird erstmals urkundlich erwähnt.
- Bassecourt, Belmont-sur-Lausanne, Besenbüren, Buttwil, Eggenwil, Eiken, Escholzmatt, Feldkirch, Geltwil, Giffers, Hendschiken, Künten, Leopoldshafen, Meggen, Neumarkt in der Oberpfalz, Pagig, Salouf, Sarmenstorf, Siselen und Sulz, Tölz, Velpke als Vilebeke und Weißenhorn werden erstmals urkundlich erwähnt.

### Wissenschaft und Kultur
- um 1160: Ein unbekannter Benediktinermönch verfasst die Acta Murensia, eine in drei Teile gegliederte Chartularchronik in lateinischer Sprache. Es handelt sich dabei um einen Bericht über die Gründung und die Entwicklung des Klosters Muri im heutigen Kanton Aargau in der Schweiz. Die Acta Murensia, die teilweise auf älteren undatierten Quellen beruhen, gelten als Hauptquelle für die Frühgeschichte der Habsburger, die das Kloster gestiftet haben. Die Handschrift ist die einzige längere Aufzeichnung zur regionalen Geschichte des 11. und 12. Jahrhunderts im Schweizer Mittelland und enthält unter anderem die Ersterwähnungen zahlreicher Gemeinden.
- um 1160: Das geistliche Spiel Ludus de Antichristo wird im Gebiet um den Tegernsee verfasst.

### Religion
- Nach dem Tod von Bernhard I. von Oesede am 6. Juli wird Domherr Evergis sein Nachfolger als Bischof von Paderborn. Noch als Elekt bestätigt er die Stiftung des Klosters Hardehausen durch seinen Vorgänger.
- 3. Oktober: Nach dem Tod von Adalgott wird Egino Bischof von Chur.
- Heinrich der Löwe verlegt das Bistum Oldenburg in Holstein nach Lübeck.
- um 1160: Gründung des Bistums Schwerin durch Heinrich den Löwen
- um 1160: In Christiansdorf wird die Jakobikirche errichtet.

## Geboren

### Geburtsdatum gesichert
- 11. Mai: as-Sakkākī, arabischer Grammatiker und Rhetoriker († 1229)
- 12. Mai: Ibn al-Athīr, muslimischer Historiker († 1233)

### Genaues Geburtsdatum unbekannt
- Adolf III., Graf von Schauenburg und Holstein, Gründer einer Siedlung am westlichen Alsterufer (Hamburg) († 1225)
- Azriel von Gerona, spanischer Rabbiner († um 1238)
- Dulce von Barcelona, Königin von Portugal († 1198)
- Guigues III., Graf von Forez († 1204)
- Samuel ibn Tibbon, jüdischer Autor und Übersetzer († 1230)
- David Kimchi, jüdischer Grammatiker und Exeget († 1235)
- Konoe Motomichi, japanischer Regent († 1233)
- Ma Yuan, chinesischer Maler († 1225)
- Tamar, Königin von Georgien († 1213)

### Geboren um 1160
- Eberhard von Rohrdorf, Abt der Reichsabtei Salem († um 1240/45)
- Egino IV., Graf von Urach († 1230)
- Gruffydd ap Rhys, Fürst von Deheubarth († 1201)
- Hartmann I., Graf von Württemberg († um 1240)
- Pérotin, Komponist, Magister an Notre-Dame de Paris († zwischen 1200 und 1225)
- Saxo Grammaticus, dänischer Geistlicher und Geschichtsschreiber († nach 1208)
- nach Adelheid von Meißen, böhmische Königin († 1211)

## Gestorben

### Todesdatum gesichert
- 16. Januar: Hermann III., Markgraf von Baden, Markgraf von Verona, Reichsvogt von Selz, Teilnehmer des 2. Kreuzzugs (* um 1105)
- 11. Februar: Minamoto no Yoshitomo, japanischer Heerführer (* 1123)
- 12. März: al-Muqtafi, Kalif der Abbasiden (* 1096)
- 18. März: Ibn al-Qalanisi, muslimischer Chronist (* um 1070)
- 2. April: Beatrix II. von Winzenburg, Äbtissin von Heerse und Quedlinburg
- 12. Mai: Otto III., Herzog zu Olmütz (* 1122)

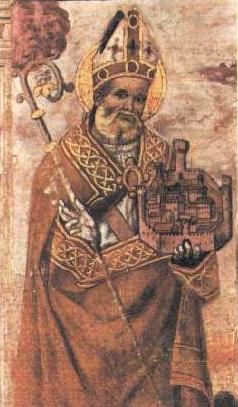
Ubald von Gubbio

- 16. Mai: Ubald von Gubbio, Bischof von Gubbio und Heiliger (* um 1080/85)
- 18. Mai: Erik Jedvardsson, König von Schweden (* um 1120)
- 31. Mai: Mathilde von Andechs, Äbtissin von Edelstetten (* um 1125)
- 19. Juni: Sizzo III., Graf von Schwarzburg-Kevernburg (* um 1093)
- 24. Juni: Arnold von Selenhofen, Erzbischof von Mainz (* 1095/1100)
- 6. Juli: Bernhard I. von Oesede, Bischof von Paderborn
- 20. Juli: Petrus Lombardus, Scholastiker und Bischof (* um 1095/1100)
- 22. Juli: al-Fa’iz, Kalif der Fatimiden (* 1149)
- 31. Juli: Alfred, englischer Geistlicher
- 3. Oktober: Adalgott, Bischof von Chur
- 10. November: Maio von Bari, Kanzler unter Roger II. von Sizilien

### Genaues Todesdatum unbekannt
- August: Niklot, Fürst der Abotriten, Kessiner und Circipaner (Elbslawen), Herr zu Schwerin, Quetzin und Malchow, Stammvater der Herzöge von Mecklenburg (* um 1100)
- Fujiwara no Michinori, Ratgeber und Kanzler des japanischen Kaisers Nijō
- Heilwig von Lengenfeld, Gräfin
- Konstanze von Kastilien, Königin Von Frankreich (* 1140)
- Madog ap Maredudd, König des walisischen Fürstentums Powys
- Mathieu I. de Montmorency, Connétable von Frankreich
- Rainer von Pisa, Einsiedler und Mönch (* um 1116)
- Sophie von Winzenburg, Markgräfin von Brandenburg (* 1105)

### Gestorben um 1160
- Adelard von Bath, englischer Gelehrter (* um 1070)
- Maria von Böhmen, Markgräfin von Baden und Verona
- Dimitri I., König von Georgien (* 1093)
- Konrad I., Burggraf von Nürnberg (* um 1186)
- Bertha von Sulzbach, Kaiserin von Byzanz (* um 1110)